# Matthew Amoah
Matthew Amoah (Tema, 24 oktober 1980) is een Ghanese oud-voetballer. Hij speelde voornamelijk als spits.

## Clubcarrière
Op 15-jarige leeftijd kwam Amoah van The Great Ambassadors naar Nederland, naar het Arnhemse Vitesse. Op 15 november 1998 maakte hij zijn debuut tegen FC Utrecht. Nadat hij in zijn eerste seizoen daar niet al te succesvol was, werd hij uitgeleend aan Fortuna Sittard. Daar was hij betrekkelijk succesvol en hij werd weer teruggehaald naar Arnhem. Het seizoen 2002/03 was zijn succesvolste in dienst van de Arnhemmers met 15 doelpunten in 30 wedstrijden. Amoah maakte in totaal 72 doelpunten voor Vitesse, waarmee hij op de ranglijst van doelpuntenmakers in de Vitesse-historie op de achtste plaats staat. Wanneer men alleen kijkt naar het aantal goals in de eredivisie is Amoah zelfs de absolute clubtopscorer. 
In de winterstop van seizoen 2005/06 maakt Amoah de overstap naar Borussia Dortmund, maar slaagde daar niet. Vanaf 2007 kwam hij uit voor NAC Breda waar hij zijn vorm van Vitesse weer op pakte. Op 5 september 2011 tekende hij een tweejarig contract bij de Turkse promovendus Mersin Idman Yurdu. Dit contract werd weer afgebroken na 1 seizoen en hij keert terug in de Eredivisie bij sc Heerenveen. Hij maakte tijdens zijn debuut op 6 juli 2012, een oefenwedstrijd tegen Gaasterland/sleat, zijn eerste doelpunt. Amoah speelde het seizoen daarna nog bij Heracles Almelo, maar is sinds de zomer van 2014 clubloos. Begin 2016 maakte  Amoah de overstap naar amateurclub VV Baronie. En maakte daar op 14 februari zijn debuut in. Vanaf het seizoen 2016/17 kwam hij uit voor RKSV Halsteren in de Hoofdklasse. In september 2017 maakte Amoah bekend te stoppen met voetballen.

## Clubstatistieken
| Seizoen | Club                     | Competitie | Wed. | Goals |
| ------- | ------------------------ | ---------- | ---- | ----- |
| 1998/99 | Vitesse                  | Eredivisie | 17   | 2     |
| 1999/00 | → Fortuna Sittard (huur) | Eredivisie | 15   | 10    |
| 1999/00 | Vitesse                  | Eredivisie | 7    | 1     |
| 2000/01 | Vitesse                  | Eredivisie | 33   | 11    |
| 2001/02 | Vitesse                  | Eredivisie | 24   | 6     |
| 2002/03 | Vitesse                  | Eredivisie | 30   | 15    |
| 2003/04 | Vitesse                  | Eredivisie | 11   | 4     |
| 2004/05 | Vitesse                  | Eredivisie | 34   | 13    |
| 2005/06 | Vitesse                  | Eredivisie | 18   | 9     |
| 2005/06 | Borussia Dortmund        | Bundesliga | 8    | 0     |
| 2006/07 | Borussia Dortmund        | Bundesliga | 9    | 0     |
| 2007/08 | → NAC Breda (huur)       | Eredivisie | 25   | 11    |
| 2008/09 | NAC Breda                | Eredivisie | 22   | 12    |
| 2009/10 | NAC Breda                | Eredivisie | 26   | 9     |
| 2010/11 | NAC Breda                | Eredivisie | 28   | 10    |
| 2011/12 | NAC Breda                | Eredivisie | 4    | 1     |
| 2011/12 | Mersin Idman Yurdu       | Süper Lig  | 5    | 0     |
| 2012/13 | sc Heerenveen            | Eredivisie | 0    | 0     |
| 2013/14 | Heracles Almelo          | Eredivisie | 16   | 2     |
| TOTAAL  |                          |            | 332  | 116   |

Bijgewerkt tot: 21 september 2017

## Interlandcarrière
Tussen 2002 en 2010 speelde Amoah 45 wedstrijden voor het Ghanees voetbalelftal waarin hij 12 doelpunten maakte. Hij maakte deel uit van de Ghanese selecties op het Afrikaans kampioenschap voetbal 2002, 2006 en 2010 (tweede plaats) als ook bij het wereldkampioenschap voetbal 2006 en 2010.